# مسگران (طوس)
مسگران یک روستا در ایران است که در دهستان طوس شهرستان مشهد واقع شده‌است. مسگران ۲۶ نفر جمعیت دارد.